# Classe Palestro (cannoniera)
La classe Palestro della Regia Marina è stata composta da due cannoniere corazzate, in servizio nella seconda metà del 1800. La capoclasse venne persa nella battaglia di Lissa del 1866

## Storia

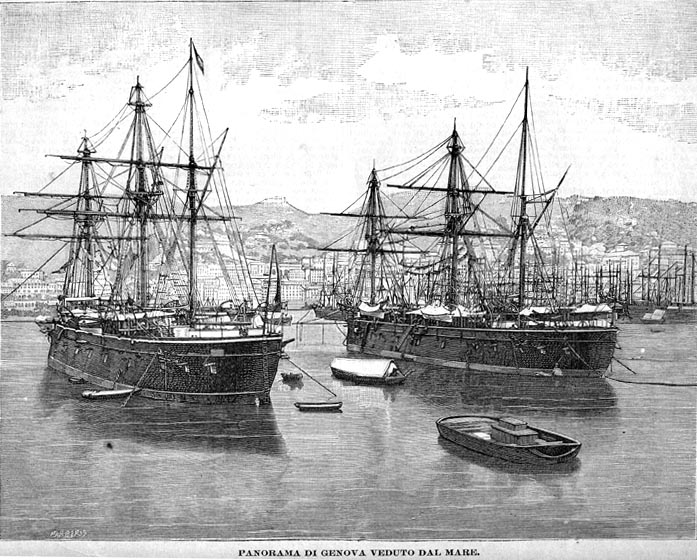
Le due navi della classe a Genova in una stampa del 1800.

Costruite tra il 1864 ed il 1866 nei cantieri Forges et Chantiers de la Méditerranée di La Seyne-sur-Mer e costata 1.700.000 lire dell'epoca, le due navi Palestro e Varese erano lente e sottoarmate. Nondimeno vennero immesse in tutta fretta in servizio in vista della imminente guerra contro l'Austria.
La Palestro fu consegnata alla Regia Marina il 1º gennaio 1866 e quindi, al comando del capitano di fregata Luigi Fincati, si trasferì a Napoli, dove venne ultimato l'allestimento. La nave presentava notevoli problemi, quali scarsa velocità ed armamento (solo quattro cannoni da 200 mm in cannoniere che consentivano un ampio campo di tiro, più un cannone da 120 mm in caccia) ed una corazzatura che copriva solo un quarto dello scafo; inoltre la polvere da sparo ed i proiettili erano trasportati dai depositi al ponte di batteria attraverso una sezione non protetta dello scafo.
Dopo qualche mese il capitano di fregata Fincati fu designato al comando della Varese, gemella della Palestro, mentre il comando di quest'ultima fu assunto dal parigrado (poi promosso a capitano di vascello) Alfredo Cappellini.
Una volta pronte, la cannoniere, nonostante, per lo scarso armamento e la ridotta velocità, non fossero unità di squadra, vennero entrambe aggregate all'armata d'operazioni, per partecipare all'ormai prossima terza guerra d'indipendenza.
La Palestro venne persa durante la battaglia di Lissa per un incendio incontrollabile che causò la esplosione del deposito delle polveri, mentre la Varese venne radiata dal servizio nel 1891.